# Keadue
Keadue is een plaats in het Ierse graafschap County Roscommon.